# División de Rajshahi
La división de Rajshahi (del bengalí: রাজশাহী বিভাগ) es una de las ocho divisiones de Bangladés. Ocupa la parte noroeste del país.
Las ciudades principales son Bogra y Pabna. Rajshahi dispone de un aeropuerto con vuelos diarios a la capital del país, Daca.
Rajshahi es muy conocida por su fruta, especialmente el mango.

## División administrativa
- Bogra
- Jaipurhat
- Naogaon
- Natore
- Nawabganj
- Pabna
- Rajshahi
- Sirajganj

- Datos: Q379382
- Multimedia: Rajshahi Division / Q379382